# Суфизм в Казахстане

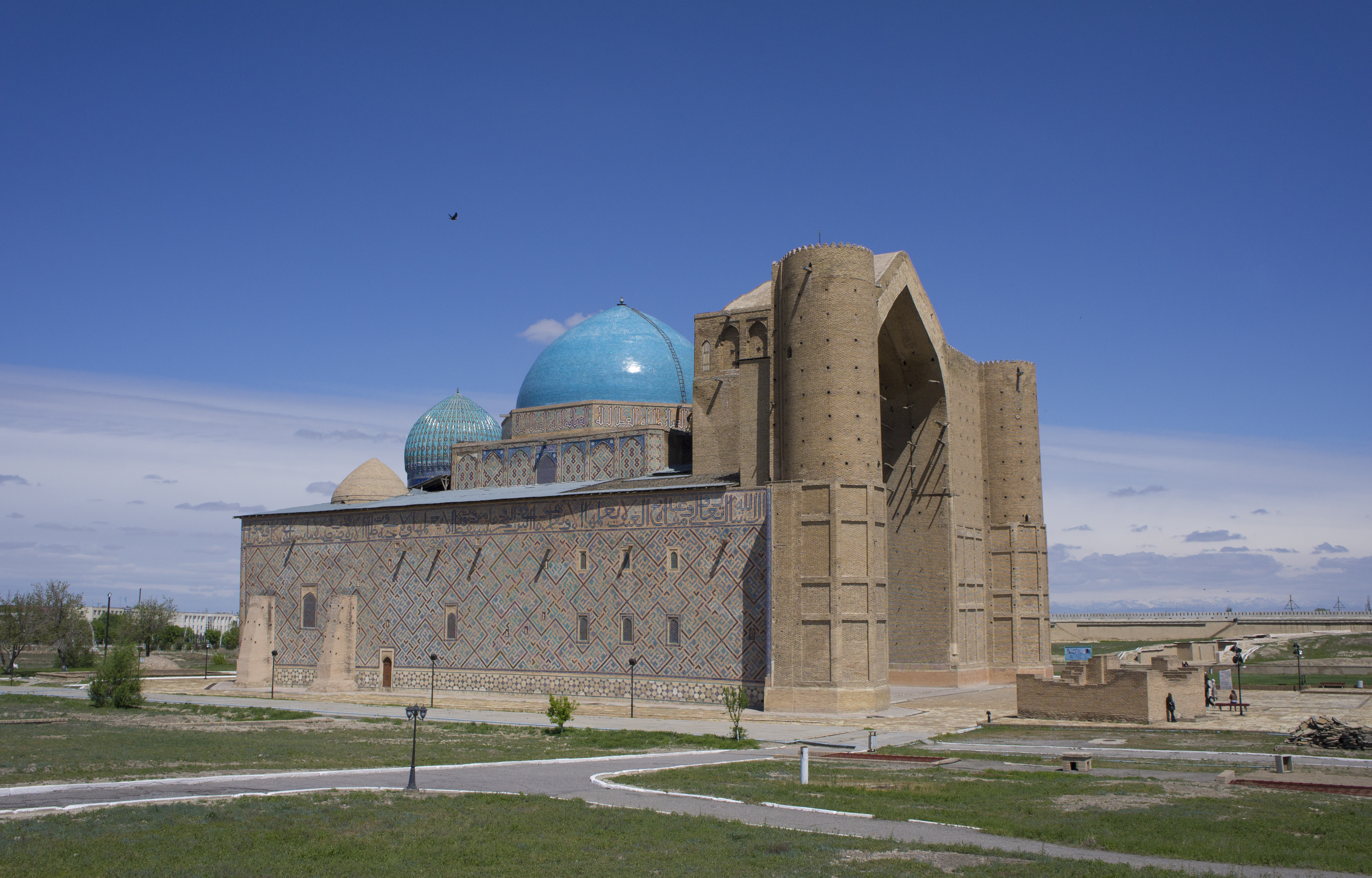
Мавзолей знаменитого суфия Ахмеда Ясави, находящийся в Туркестане

Суфизм в Казахстане (каз. сопылық) впервые появился в XI—XII веках и в наше время распространён в основном на юге страны.

## История
Зародившись в IX веке на территории Ирака, суфизм, который в дальнейшем оказал сильное влияние на культурную историю Средней Азии, в XI—XII веках распространился в Мавераннахре, куда входят южные районы современного Казахстана. При советской власти суфийские братства были запрещены. Само их существование отрицалось на официальном уровне, но деятельность суфийских шейхов всё равно сохранялась. На казахской земле это исламское течение получило распространение благодаря влиянию арабо-персидской культуры и восточной поэзии. Из-за присущей суфизму гибкости и ёмкости он гармонично влился в систему верований казахов, существовавшую в доисламские времена. Особенностью казахстанского суфизма является сильная связь с шаманизмом, что например привело к появлению громкого зикра с пениями и плясками.

### В настоящее время
В настоящее время суфизм исповедуют в основном в Южном Казахстане в его специфической среднеазиатской форме — ишанизме. Действуют четыре группы: накшбандия (муджаддидия-хусайния), кадирия, джахрия и различные турецкие суфийские группы.
Центром тариката накшбандия (муджаддидия-хусайния) является село Кусшы-Ата (Кушата) в 15—17 км к юго-востоку от города Туркестан. Последователи Абд ал-Вахид-ишана Маматшукурова общим количеством около 1,5 тыс. человек два раза в год во время празднования маулида и в начале месяца рамадан собираются в доме его сыновей. Региональными кружками заведуют накшбандийские «халифы». Халифом Алматинской области является Дайрабай Рысбай, а халифом Южно-Казахстанской и Жамбылской является Курбан-Али Ахметов. Глава накшбандитов страны Наср ад-дин-ишан (сын Абд ал-Вахид-ишана) действует в районе Туркестана. Помимо Казахстана группы муджаддидия-хусайния имеются и в других странах Средней Азии.
Последователями тариката кадирия являются чеченцы, депортированные во время Великой Отечественной войны на территорию Казахстана. Кроме того, в 1990-х годах в Казахстан переселились беженцы из охваченной войной Чечни. Из-за закрытости чеченской общины и языкового барьера суфизм среди чеченцев Казахстана остаётся малоизученным.
После распада Советского Союза в Казахстан из Афганистана в 1997 году переселился этнический казах Исматулла-максум, сын Абдалгаффар-максума. Учение Исматуллы-максума джахрия (накшбандийское течение, основанное китайцем-хуэй Ма Минсинем в XVIII веке в Ганьсу) получило распространение в посёлке Карасу Жетысуского района Алма-Аты. Однако в 1999 году мечеть этого течения была закрыта из-за отсутствия регистрации в Духовном управлении мусульман Казахстана, а сам Исматулла-максум был выдворен из страны. В 2000-годах эта группа возобновила свою деятельность в районе Мамыр города Алма-Аты. Количество последователей джахрия в городе составляет около 1 тыс. человек, халифом Исматуллы-максума является Нарымбай Разбекулы. Члены группы пытались открыть благотворительный фонд «Шакарим», было основано общественное объединение «Сенім. Білім. Өміp» (рус. Вера. Знание. Жизнь) с 17 филиалами и 16 отделениями. Действует вокальная группа «Ясави», издаётся еженедельная республиканская газета «Үш қиян».
В Казахстане действуют несколько турецких суфийских групп:
- сулейманджылар (тур. Süleymancılar) — последователи Сулеймана Хилми Тунахана (1888—1959).
- топбашджылар (тур. Topbaşcılar) — последователи Османа Нури Топбаша.
- ихласджылар (тур. İhlascılar)
- нурджулар (тур. Nurcular) в лице групп окуджулар (тур. Okucular) и йазыджылар (тур. Yazıcılar).
- фетхуллахчылар (тур. Fethullahçılar) — последователи Фетхуллаха Гюлена.
- махмудчулар (тур. Mahmudçular) — последователи Махмуда Худаи[англ.].